# Crotalaria florida
Crotalaria florida är en ärtväxtart som beskrevs av John Gilbert Baker. Crotalaria florida ingår i släktet sunnhampor, och familjen ärtväxter. Inga underarter finns listade i Catalogue of Life.